# Сандерс, Джей О.
Джей Олкатт Сандерс (англ. Jay O. Sanders; род. 16 апреля 1953) — американский актёр и драматург. Наиболее известен ролями в фильмах «Дж. Ф. К.» (1991), «Зелёный Фонарь». Часто играет в пьесах вне Бродвея в Общественном театре Нью-Йорка.

## Биография
Сандерс родился 16 апреля 1953 года в Остине, штат Техас, в семье Филлис Рэй (до замужества Аден) и Джеймса Олкатта Сандерса. После посещения актёрской консерватории в Перчейз-колледже, Сандерс дебютировал вне Бродвея в постановке пьесы «Генрих V» в 1976 году. Он играл Брэдли в первой постановке в Нью-Йорке пьесы Сэма Шепарда в 1978 году.
Сандерс снялся в таких фильмах, как «Начать сначала», «Кросс-Крик», «Принц Пенсильвании», «Слава», «Господин Судьба», «Встреча с Венерой», «Азбука футбола», «Дневной свет», «Целуя девушек», «Перекати-поле», «Музыка сердца», «Полу-Нельсон», «Кадиллак Рекордс», «Зелёный Фонарь».
Сандерс сыграл капитана в сериале «Закон и порядок: Преступное намерение», до этого появившись в сериале в гостевой роли. Также он снимался в таких сериалах, как «Настоящий детектив», «Розанна», «Криминальные истории», «Хорошая жена».

### Работа в театре
Премьера первой пьесы Сандерса (Unexplored Interior) о геноциде в Руанде состоялась в ноябре 2015 года в Atlas Performing Arts Center. Сандерс работал над пьесой более 10 лет.
В 2018 году Сандерс получил премию имени Джо Каллоуэя за роль в постановке пьесы «Дядя Ваня». В 2019 Сандерс получил премию Драма Деск лучшему актёру за «Дядю Ваню», всего он является лауреатом трёх премий Драма Деск.
В 2018 году получил премию Перчейз-колледжа выдающемуся выпускнику.